# Nord bei Nordwest – Frau Irmler
Nord bei Nordwest – Frau Irmler ist ein deutscher Fernsehfilm von Felix Herzogenrath aus dem Jahr 2019. Es handelt sich um die achte Folge der ARD-Kriminalfilmreihe Nord bei Nordwest mit Hinnerk Schönemann und Henny Reents in den Hauptrollen.

## Handlung
Tierarzt Hauke Jacobs wird von der Gärtnerin Sonja Irmler in seiner Praxis aufgesucht. Angeblich ist ihre Schildkröte Theresa vom Tisch gefallen. Jacobs wundert sich über die Tiefe des Risses im Panzer des Tiers, die nicht zu dem geschilderten Unfallhergang passt. Tatsächlich hatte Harald Irmler seine Frau seit vielen Jahren misshandelt und war absichtlich auf das Tier getreten. In einer Kurzschlussreaktion hatte seine Frau ihm deshalb ihre Heckenschere in den Hals gerammt und ihn getötet.
Zur gleichen Zeit wird der städtische Beamte Bent Fehrenkamp bei einem Strandspaziergang mit seiner Tochter Wiebke und seinem Hund Fiete von einem Unbekannten bewusstlos geschlagen. Als er zu sich kommt, fehlen von Wiebke und dem Hund jede Spur. Noch ehe Fehrenkamp einen klaren Gedanken fassen kann, klingelt sein Handy, und jemand fordert 100.000 Euro von ihm.
Nachdem Jacobs’ ehemaliger LKA-Kollege Timo Karstensen den entkommenen Fiete angefahren hat, kommen Jacobs und Ortspolizistin Lona Vogt der von Fehrenkamp geheimgehaltenen Entführung nach und nach auf die Spur. Sie erfahren, dass die geforderten 100.000 Euro genau der Summe entsprechen, die der Beamte aus der Lebensversicherung seiner Frau erhalten hat. Fehrenkamp, der beim Schwanitzer Kreisbauamt arbeitet, hatte eine Zeit lang mit dem Gedanken gespielt, dieses Geld in die Baufirma seines Kunden Martin Mahlke zu stecken. Dieser wird nun verdächtigt, sich das von ihm dringend benötigte Kapital illegal mithilfe der Entführung besorgen zu wollen.
Bei einer als Betriebskontrolle getarnten Durchsuchung eines von Mahlkes Baucontainern können Jacobs und Vogt allerdings keine belastenden Indizien finden, dafür jedoch eine Kette mit Wiebkes eingraviertem Namen. Sie gehört Martin Mahlkes Sohn Lenny, und so decken Jacobs und Vogt die Wahrheit über Wiebkes Entführung auf. Denn Mahlkes Sohn und Fehrenkamps Tochter sind heimlich ein Paar, und Wiebke hat mit ihrem Freund ihre eigene Entführung vorgetäuscht, um einen Anteil aus der Versicherungssumme zu erhalten. Die beiden wollten mit dem Geld nach Marokko durchbrennen, um endlich ihr eigenes Leben zu leben – fernab von ihren Vätern.
Jacobs und Vogt kommen jedoch zu spät: Aus Angst um seine Tochter hat Bent Fehrenkamp das Geld an einem vereinbarten Ort platziert, ohne die beiden zu informieren. Per Motorrad gelingt es Wiebke und Lenny mit der Beute zu entkommen. Das Geld bringt Lenny und Wiebke jedoch kein Glück. Durch eine schicksalhafte Verkettung unglücklicher Umstände rasen sie genau in die Schubkarre von Frau Irmler, die gerade ihren in Stücke zersägten Mann in einem der von ihr betreuten Gräber entsorgt hat. Irmler lädt die beiden Verletzten in ihre Schubkarre und sperrt sie in den Keller. Mit dem Geld will sie nun selbst eine Weltreise unternehmen, zusammen mit ihrer Schildkröte. Ehe es dazu kommt, bringen zwei im Gras liegende Grablichter die beiden Ermittler auf die Spur von Frau Irmler, die sie eigentlich nur als Zeugin befragen wollen. Doch ihr Besuch bei der etwas eigenartigen Frau eskaliert. Irmler stößt Jacobs, der Lenny und Wiebke im Keller gehört hat, die Treppe hinunter, rammt der auf dem Hof wartenden Polizistin eine Gartenschere in den Rücken und entwendet ihre Dienstwaffe. Im letzten Moment gelingt es Jacobs, die Amok laufende Frau zur Einsicht zu bewegen. Irmler gibt ihm die Kellerschlüssel und richtet die Waffe auf sich selbst. Doch die ist nicht entsichert, so dass Irmler zwar nichts passiert, sie jedoch einen Zusammenbruch erleidet. Apathisch und geistesabwesend wird sie vom Rettungsdienst in eine Psychiatrische Klinik gebracht.
In einer Nebenhandlung verliebt sich Jacobs’ Sprechstundenhilfe Jule in Timo Karstensen, der sich ganz rührend um den von ihm angefahrenen Hund kümmert und so ihr Herz erobert. Beide verbringen am Ende eine Nacht miteinander, ohne dass Timo ihr seine wahre Identität verrät. Genau wie Jacobs soll Timo nämlich bald in die Hamburger Strukturen der italienischen Mafia ’Ndrangheta eingeschleust werden. Er war eigentlich nur nach Schwanitz gekommen, um sich von seinem Kollegen noch ein paar Ratschläge mit auf den Weg geben zu lassen. Jacobs redet Karstensen ins Gewissen, weil er Angst hat, dass Jule durch ihn in Gefahr geraten könnte. Timo befolgt schweren Herzens den Ratschlag seines Freundes und gibt daraufhin Jule gegenüber an, bereits verheiratet zu sein. Bitter enttäuscht wendet sie sich von Timo ab und stellt auch keine weiteren Fragen.

## Hintergrund
Nord bei Nordwest – Frau Irmler wurde vom 10. April bis zum 8. Juni 2018 in Travemünde mitsamt der Halbinsel Priwall, auf der Insel Fehmarn sowie in Hamburg und Umgebung gedreht. Es ist der erste Film der Reihe, der nicht von Holger Karsten Schmidt geschrieben wurde.
Mehmet Ösker, der in jeder Nord bei Nordwest-Episode einer anderen Tätigkeit nachgeht, betätigt sich in dieser Episode als Abschleppunternehmer.

## Rezeption

### Einschaltquote
Die Erstausstrahlung von Nord bei Nordwest – Frau Irmler am 10. Januar 2019 im Ersten erreichte 6,81 Millionen Zuschauer und damit einen Marktanteil von 21,9 Prozent.

### Kritik
Rainer Tittelbach von tittelbach.tv meint: „Logik und Realismus werden einmal mehr in dieser Reihe charmant außer Kraft gesetzt. Das Drehbuch ist das erste, das nicht Holger Karsten Schmidt verfasst hat. Niels Holle schlägt einen schrägeren Ton an als Schmidt zuletzt. Außerdem ist ‚Frau Irmler‘ spannender, obgleich auch das erotisch-komödiantische Moment nicht zu kurz kommt. Volltreffer!“
Tilmann P. Gangloff schreibt auf evangelisch.de: „‚Frau Irmler‘ […] ist sehenswert, weil der Regisseur hier offenbar exakt den Tonfall trifft, der Holle vermutlich vorschwebte. Der Film ist keine Krimikomödie, aber nicht weit davon entfernt. Als Vorbild diente dem Autor womöglich die erzählerische Haltung, mit der Alfred Hitchcock seinen Klassiker ‚Immer Ärger mit Harry‘ (1955) inszeniert hat. Stefan Hansen hat sich bei der Komposition seiner Filmmusik außerdem unüberhörbar an den Arbeiten von Bernard Herrmann orientiert, Hitchcocks langjährigem Hauskomponisten.“